# Djérem
 Djérem  ist ein Département in Kamerun. Es hat eine Fläche von 13.283 km² und nach der Volkszählung von 2005 lebten dort 124.948 Einwohner. Der Hauptort ist Tibati.

## Geografie
Das Département liegt in der Region Adamaua, in der Mitte Kameruns. Es grenzt im Westen an Mayo-Banyo, im Norden an Faro-et-Déo und Vina, im Osten an Mbéré und im Süden, in der Region Est an Lom-et-Djérem und in der Region Centre an Mbam-et-Kim.
Dabei wird ein Teil der Ostgrenze durch den Vina und den Pangar und ein Teil der Westgrenze durch den Mbam gebildet.

## Politische Gliederung
Das Département ist in 2 Arrondissements aufgeteilt:
| Arrondissement | Einwohner 2005 | Fläche in [km²] | Bevölkerungsdichte 2005 [Einwohner/km²] |
| -------------- | -------------- | --------------- | --------------------------------------- |
| Ngaoundal      | 52.867         | 3711            | 14                                      |
| Tibati         | 72.081         | 9601            | 8                                       |
| Gesamt         | 124.948        | 13.283          | 9                                       |